# St. Margaretha (Kastl)

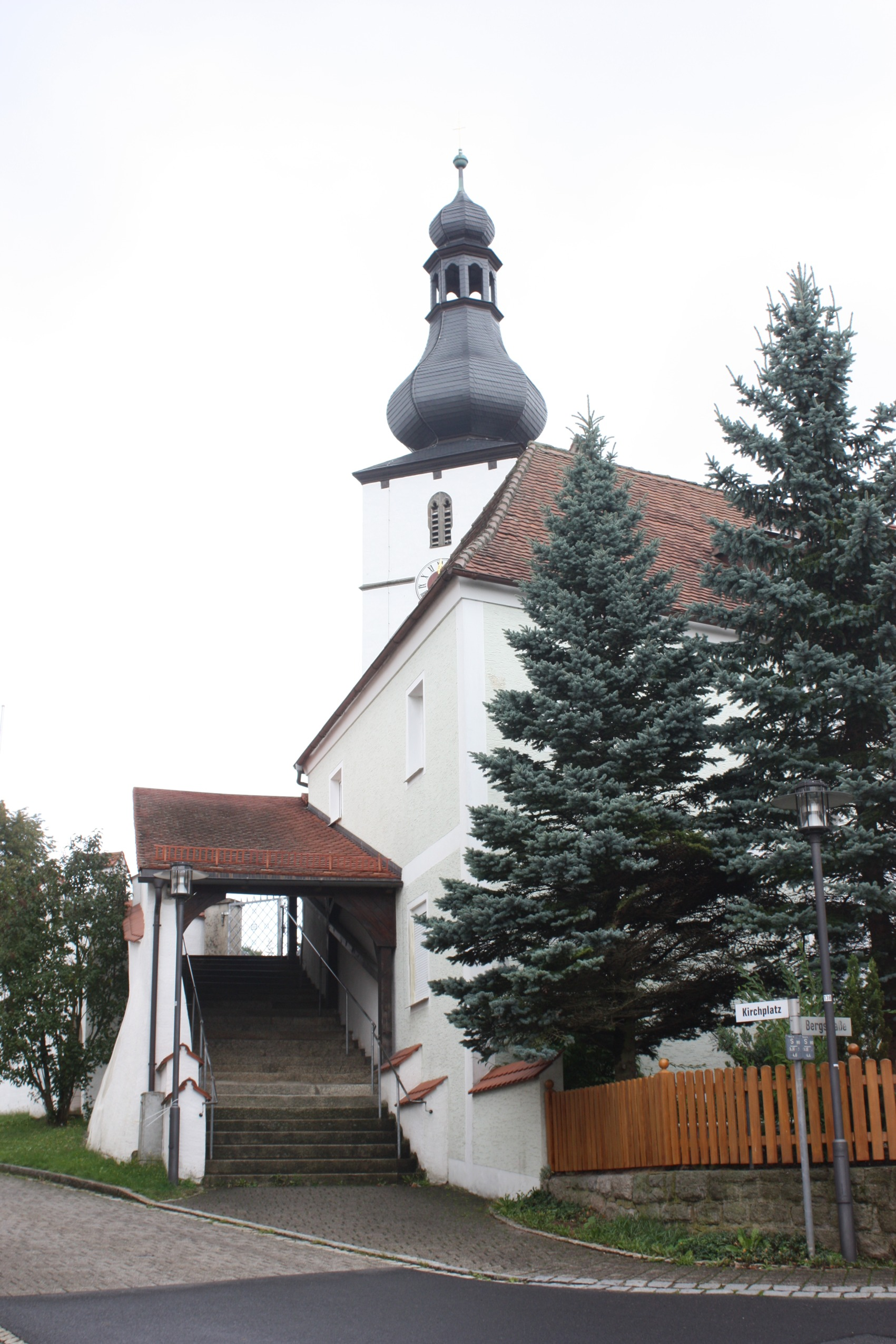
Pfarrkirche St. Margaretha in Kastl, Kirchplatz 6

Die katholische Pfarrkirche St. Margaretha liegt in der Gemeinde Kastl im Oberpfälzer Landkreis Tirschenreuth, Bayern. Der vormals befestigte Friedhof weist auf eine ursprüngliche Verwendung als Kirchenburg hin.
Die Kirche wurde unter der Aktennummer D-3-77-128-1 in die Liste der Baudenkmäler in Kastl eingetragen.

## Geschichte

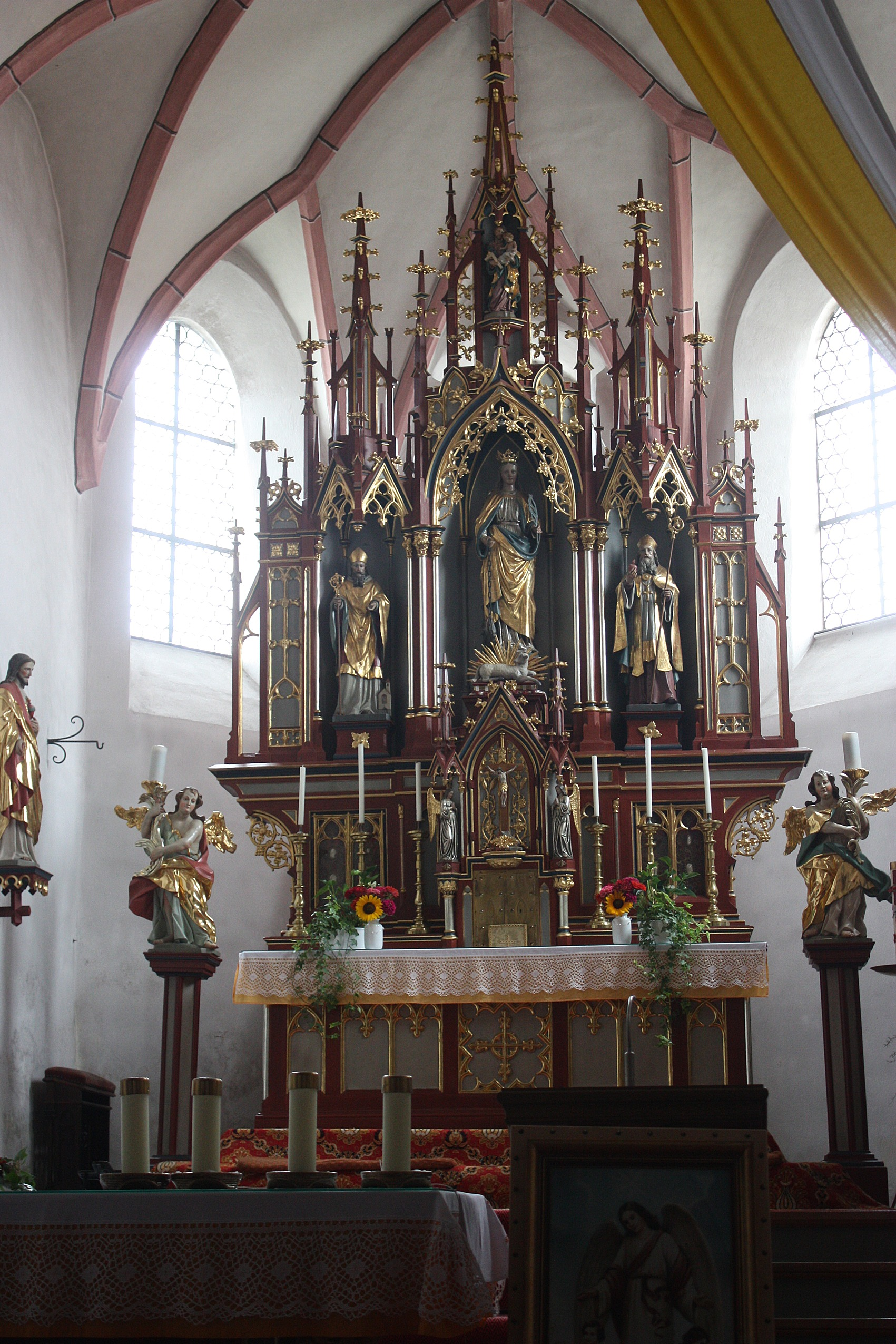
Altar der Dorfkirche

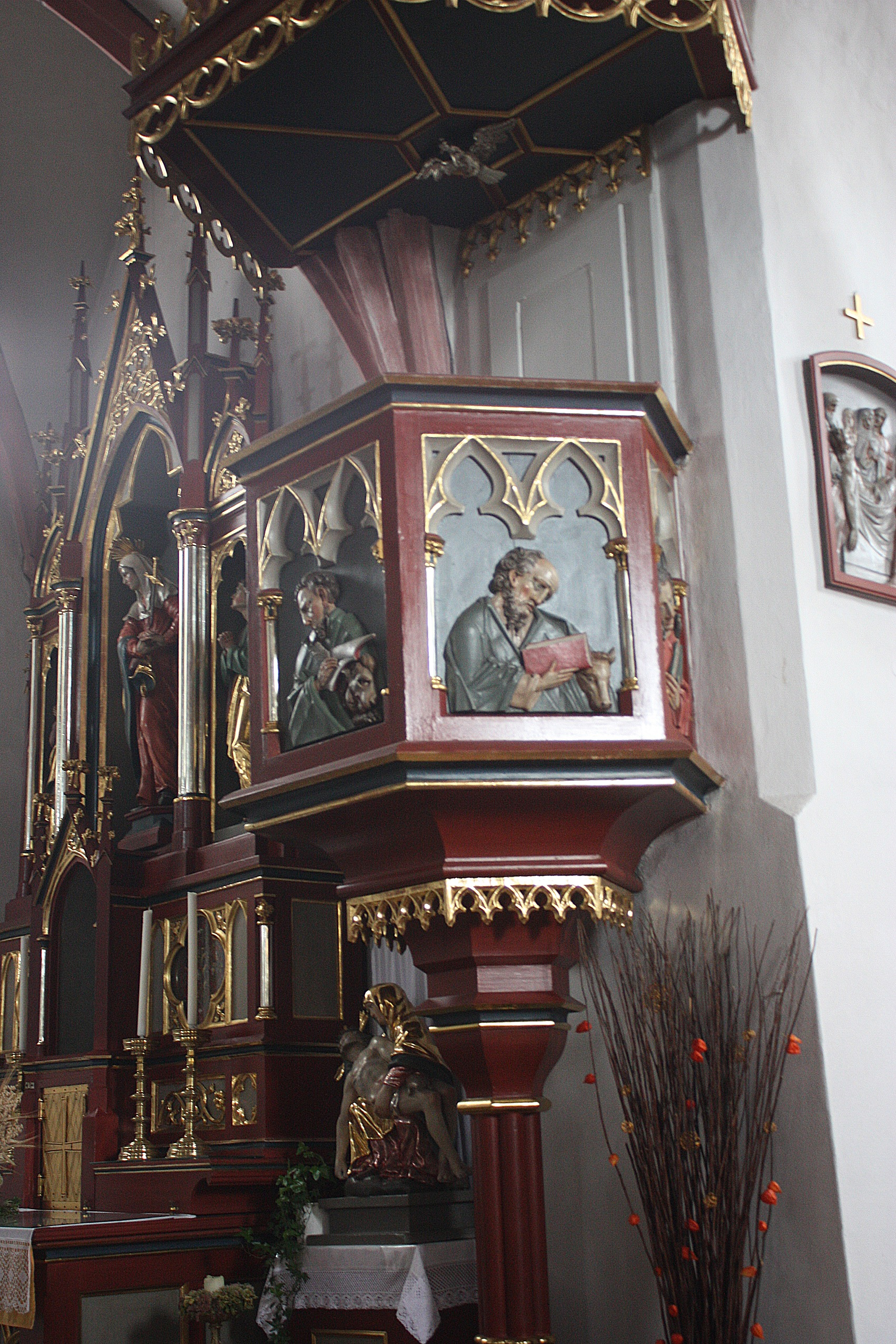
Kanzel der Dorfkirche

Die Kirche wurde im 12. Jahrhundert erbaut. Darauf weisen das Patrozinium der Heiligen Margaretha wie auch der sogenannte Bonifatiusstein hin; letzterer ist eine Steinplatte mit einem Scheibenkreuz und gehörte vermutlich zu dem Stiftergrab. 1244 wurde der Pfarrer von Chasten und somit der Ort in einer Leuchtenberger Urkunde erstmals erwähnt. 1283 verkaufen die Leuchtenberger die Vogtei über die Kirche an Herzog Ludwig von Bayern. 1326 wurde die Vogtei als advocatiam super ecclesiam in Chasten im Herzogsurbar erwähnt. 1374 wurde die Kirche dem Kloster Speinshart inkorporiert. Bauherr der Kirche war Konrad Sparnberger von Wolframshof.

## Baulichkeit
Die Pfarrkirche St. Margaretha ist eine dreischiffige spätgotische Hallenkirche mit einem steilen Satteldach. Der eingezogene, dreiseitig geschlossene Chor, die Seitenkapellen und Teile des Langhauses stammen aus dem 14. Jahrhundert. Am Westportal findet sich die Jahreszahl „1450“, die vermutlich die Zeit der Fertigstellung angibt. Die östlichen Stirnmauern des Chores stammen wohl aus dem 14. Jahrhundert, die Einwölbung wurde um 1461 gefertigt. Der viergeschossige Turm ist aus der zweiten Hälfte des 15. Jahrhunderts. Die heute vorhandene barocke Zwiebelhaube und die Laterne stammen von 1787, die Sakristei ist aus dem 17. Jahrhundert.
Die Kirchhofmauer stammt im Kern aus dem 15. Jahrhundert. Von der Friedhofsmauer sind nur mehr wenige Zeichen einstiger Wehrhaftigkeit zu erkennen (z. B. eine ehemalige T-Scharte aus dem 15. Jahrhundert). Im Osten wurde die Mauer im Zuge einer Friedhofserweiterung komplett abgerissen; heute sind von der ursprünglich 165 m langen Mauer nur mehr 130 m erhalten, welche den Friedhof um 2 m überragt.